# Aleksander I. Obrenović
Aleksander I. ali Aleksander Obrenović, srbski kralj, * 14. avgust 1876, Beograd, Kraljevina Srbija, † 11. junij 1903, Beograd, Srbija.

## Življenje
Leta 1893 je z državnim udarom odstavil namestništvo, prevzel oblast in uvedel avtokratski sistem. Zaradi sporne ženitve, malverzacij raznih dvornih prisklednikov, proavstrijske politike in nasploh slabega vodenja države so 11. junija 1903 prorusko usmerjeni častniki, organizirani v skupini Črna roka, Aleksandra in njegovo ženo, Drago Mašin, umorili v beograjski kraljevi palači (t. i. majski prevrat). Trupli so vrgli skozi okno na dvorišče. Po Aleksandrovi smrti so na prestol prišli Karađorđevići.